# Ден Лайонс
Даніель (Ден) Лайонс (англ. Daniel Lyons; нар. 1960) — американський письменник. Він працював старшим редактором журналу Forbes та репортером у Newsweek, перш ніж стати редактором ReadWrite. У березні 2013 року залишив ReadWrite, щоб зайняти посаду у HubSpot.

## Раннє життя та освіта
Даніель Лайонс народився в штаті Массачусетс, початкову освіту отримав в елітному коледжі школі Brooks School у Північному Андовері. Здобув ступінь бакалавра коледжі Бредфорда, одному з найбільших коледжів Англії, за фахом гуманітарні науки, література. Ступінь магістра мистецтв (англ. MFA) здобув в 1992 році у Мічиганському університеті.

## Кар'єра

### Спікер
Ден Лайонс читав лекції у Королівському товаристві сприяння мистецтвам, виробництву та комерції (RSA) у Лондоні, на конференціях Bitspiration у Варшаві та DLD у Мюнхені. Він проводив переговори в Google, Microsoft, Ford, Citrix та SugarCRM, а також виступав на конференціях, які проводяться корпораціями Adobe, ThoughtWorks, InfluenceHR, Ahead та багатьма іншими компаніями. Він є викладачем у Мічиганському університеті.

### Автор
Ден Лайонс є автором збірника оповідань The Last Good Man (1993 р.), роману Dog Days (1998 р.), вигаданої біографії-пародії Options: The Secret Life of Steve Jobs (Секретне життя Стіва Джобса; 2007 р.) та світового бестселера Disrupted: My Misadventure in the Start Up Bubble (укр. Крах. Моя невдача в стартап-бульбашці).
Під псевдонімом «Fake Steve Jobs» (Фальшивий Стів Джобс) вів The Secret Diary of Steve Jobs (укр. Секретний щоденник Стіва Джобса), популярний блог — пародію на генерального директора Apple Стіва Джобса. Ден Лайонс написав сценарій до епізоду другого сезону комедійного серіалу HBO «Кремнієва долина» (англ. Silicon Valley).

### Журналіст
Як публіцист, Ден Лайонс пише про сучасну корпоративну культуру і методи ведення бізнесу. 
Як і раніше, під час праці редактором Newsweek (2008-2012 рр.) та репортером Forbes (1998-2008 рр.), де він спеціалізувався на статтях про технології, зараз Лайонс пише про штучний інтелект, робототехніку та інші нові технології.

## Переклади українською
Ден Лайонс. Крах. Моя невдача в стартап-бульбашці / пер. Олександра Асташова. — К.: Наш Формат, 2018. — 288 с. — ISBN 978-617-7552-32-0.